# 僕のいた時間
『僕のいた時間』（ぼくのいたじかん）は、2014年1月8日から3月19日まで毎週水曜日22:00 - 22:54に、フジテレビ系の「水曜10時」枠で放送された日本のテレビドラマ。主演は三浦春馬。

## 企画・制作
2013年にヒットした『ラスト♡シンデレラ』の撮影中、出演者の三浦春馬はフジテレビの中野利幸に「命を題材にしたドラマをやりたい」と持ち掛けた結果、この提案が中野らによって採用され、1年近い年月を経てドラマ化されたのが本作品である。

## 登場人物

### 青楓学院大学
澤田 拓人（さわだ たくと）〈22〉
演 - 三浦春馬（幼少期：髙橋駿介）
本作品の主人公。大学4年生 → 宮前家具社員。高校までは順調に両親が敷いたレールの上を走り、父と同じ医者への道を志したが学業の面で挫折する。なにげない生活の中で筋萎縮性側索硬化症（ALS）の症状が現れ始める。
本郷 恵（ほんごう めぐみ）〈22〉
演 - 多部未華子
本作品のヒロイン。拓人の同級生。母子家庭で育つ。就職面接中に窮地を救ってくれたことで拓人と知り合い、今まで学年や学部が同じだったが顔を合わせることはなかった。
向井 繁之（むかい しげゆき）〈24〉
演 - 斎藤工
拓人の2年先輩。大学院生。
水島 守（みずしま まもる）
演 - 風間俊介
拓人の親友。
村山 陽菜（むらやま ひな）〈22〉
演 - 山本美月
恵の親友。

### 澤田家
澤田 陸人（さわだ りくと）〈18〉
演 - 野村周平
拓人の弟。兄に代わって医者の道を目指し、難関医科大学にストレート合格を果たす。内心では挫折した兄を見下していた。
澤田 佐和子（さわだ さわこ）〈56〉
演 - 原田美枝子
拓人・陸人の母。拓人が学業に挫折した後は、愛情と関心を陸人に注ぐようになる。
澤田 昭夫（さわだ あきお）
演 - 小市慢太郎
拓人・陸人の父。山梨中央総合病院院長で体裁を繕うためだけに拓人に自分が経営する病院の事務職員として就職するよう強要する。

### その他
桑島 すみれ
演 - 浜辺美波
小学5年生。家庭教師のアルバイトをする拓人の教え子。
宮下
演 - 近藤公園
宮前家具アルバイト店員。拓人の指導担当。
今井 保
演 - 河原健二（第5話 - 第9話）
恵が訪問介護を担当するALS患者。
下平 伸
演 - 竹尾一真（第5話 - 第9話）
宮前家具社員。出勤時の拓人のサポートもしている。
谷本 和志（たにもと かずし）
演 - 吹越満
関東医科大学附属病院神経内科医師。拓人と同じALSの患者をこれまで多く診療した経験を持つ。主治医として拓人の良き理解者になる。
恵の父
演 ‐ 桜井聖
本郷 翔子（ほんごう しょうこ）〈55〉
演 - 浅田美代子
恵の母。

### ゲスト
坂下 柊二（さかした しゅうじ）
演 - 夕輝壽太（第1話）
拓人と同じ大学に通い、人生を悲観して自殺を遂げる。
大島泰輔（おおしま たいすけ）
演 - 鈴木勝吾（第2話）
笠井 伸一
演 - 西山聡（第3話）
武蔵総合病院整形外科医。拓人の症状や診察所見などから一度は頚椎症の診断を下すが、経過観察後も病状が改善しなかったため、拓人に関東医科大学附属病院の神経内科を受診するよう勧める。
鶴田 ゆり
演 - 池田光咲（第4話）
HUMMING COFFEE店員。
野中瞳
演 - 土井きよ美（第5話）
永井
演 - 坂口涼太郎（最終話）
陸人と同じアルバイト先で知り合い、共通の趣味で意気投合する。

## スタッフ
- 脚本 - 橋部敦子
- 音楽 - 出羽良彰、やまだ豊
- 演出 - 葉山裕記、城宝秀則、八十島美也子
- 主題歌 - Rihwa「春風」（TOY'S FACTORY）[7]
- 応援ソング - ゆず「よろこびのうた」（セーニャ・アンド・カンパニー）[8]
- 挿入歌 - ゆず「素顔のままで」（セーニャ・アンド・カンパニー）[8]
- 演出補 - 八十島美也子、渡部篤史
- タイトルバック - 小林一博
- フードコーディネート - 住川啓子
- スタントコーディネート - 釼持誠
- 選曲 - 谷口広紀
- 音響効果 - 稲川壮
- 協力 - 日本ALS協会
- 医療監修 - 林秀明
- 医療協力 - 東京都立神経病院
- Hearty Ladder - 吉村隆樹
- 編成企画 - 中野利幸
- プロデュース - 橋本芙美、江森浩子、元村次宏
- プロデュース補 - 上久保友貴
- 制作 - フジテレビ
- 制作著作 - 共同テレビ

## エピソードリスト
| 話数 | エピソードタイトル                                           | 初回放送日    | 演出         | 視聴率 |
| --- | ------------------------------------------------------------ | ------------- | ------------ | ------ |
| 第1話 | 難病と闘い今を生きる青年の物語!! あなたは全力で生きてますか? | 2014年1月08日 | 葉山裕記     | 11.2%  |
| 澤田拓人と本郷恵は就職活動中の大学生。拓人は小学生の家庭教師のアルバイトをしており、実家は山梨県で病院を営んでいる。親からの期待は次第に4歳下の陸人に向けられるようになっていたが、家具販売会社に内定する。恵はファミリーレストランでアルバイトをしている。拓人が友人とフットサルをしていると、足がつり転んでしまう。本人や友人は単に足をつったのだと思っていたが、これはALSという難病が発病する前兆だった。 |                                                              |               |              |        |
| 第2話 | キスで結ばれた二人に忍びよる病魔―!!                          | 1月15日       | 葉山裕記     | 09.4%  |
| 拓人は内定した家具販売会社で働き始めた。就職できなかった恵は引き続きファミリーレストランで働きながら就職活動を続けていた。拓人は左腕に力が入らないなどの症状が進行していく。不安に感じた拓人はインターネットでこの症状を調べ、「ALS」というキーワードを見つける。 |                                                              |               |              |        |
| 第3話 | どうして、僕が…!? お母さん、助けて!                          | 1月22日       | 葉山裕記     | 09.4%  |
| 引き続きALSの症状が出ていた拓人は整形外科で診察を受けるが正確な病名診断には至らず、大学病院を紹介してもらう。拓人は神経内科医・谷本に病名を告知される。一方、恵は長年勤めていたファミリーレストランを辞めて介護のアルバイトに就くことになる。 |                                                              |               |              |        |
| 第4話 | 好きだからこそ…。涙の決断!!                                  | 1月29日       | 城宝秀則     | 08.5%  |
| |                                                              |               |              |        |
| 第5話 | 前を向き生きる覚悟 僕は負けない!                             | 2月05日       | 城宝秀則     | 10.4%  |
| |                                                              |               |              |        |
| 第6話 | 今、僕にできること 一歩、踏み出す勇気                        | 2月12日       | 葉山裕記     | 09.2%  |
| |                                                              |               |              |        |
| 第7話 | 動き出す二人の時間 抱きしめたい!!                            | 2月19日       | 城宝秀則     | 09.2%  |
| |                                                              |               |              |        |
| 第8話 | 俺のこと認めてよ、本当は叫んでたんだ! お母さん!              | 2月26日       | 八十島美也子 | 11.0%  |
| |                                                              |               |              |        |
| 第9話 | お父さん、お母さんありがとう! そして                         | 3月05日       | 葉山裕記     | 11.3%  |
| |                                                              |               |              |        |
| 第10話 | 最後の日記                                                   | 3月12日       | 城宝秀則     | 11.8%  |
| |                                                              |               |              |        |
| 最終話 | 命の選択                                                     | 3月19日       | 葉山裕記     | 09.1%  |
| |                                                              |               |              |        |
| |                                                              |               |              |        |
| 平均視聴率 10.1%（視聴率は関東地区・ビデオリサーチ社調べ） |                                                              |               |              |        |

## 関連商品
書籍・シナリオ収録
- 橋部敦子（脚本）・木俣冬（ノベライズ）『僕のいた時間』2014年3月20日発売（扶桑社）ISBN 978-4-594070212
- 『月刊ドラマ』2014年3月号（映人社） - 第1・2話シナリオを収録。